# Régis (ur. 1965)
Régis, właśc. Reginaldo Paes Leme Ferreira (ur. 23 kwietnia 1965 w Itumbiarze) – brazylijski piłkarz, występujący podczas kariery na pozycji bramkarza.

## Kariera klubowa
Karierę piłkarską Régis zaczął w klubie CR Vasco da Gama w 1985 roku. W latach 1986–1987 występował w zespole America FC. W lidze brazylijskiej zadebiutował 7 września 1986 w przegranym 0-2 meczu z CR Flamengo. W latach 1987–1992 ponownie występował w Vasco da Gama. Z Vasco da Gama zdobył mistrzostwo Brazylii 1989 oraz dwukrotnie mistrzostwo stanu Rio de Janeiro – Campeonato Carioca w 1988 i 1992 roku.
W 1992 roku wyjechał do Portugalii do SC Braga. W 1993 roku powrócił do Brazylii do Paranie. Z Paraną pięciokrotnie zdobył mistrzostwo stanu Paraná – Campeonato Paranaense w 1993, 1994, 1995, 1996 i 1997 roku. W 1998 roku występował w Coritibie, z której powrócił do Parany w 1990 roku i w niej zakończył karierę. W Paranie 4 listopada 1999 w wygranym 1-0 meczu z SC Internacional Régis rozegrał ostatni mecz w lidze brazylijskiej. W lidze brazylijskiej rozegrał 201 meczów i strzelił 1 bramkę.

## Kariera reprezentacyjna
W reprezentacji Brazylii Régis zadebiutował 28 maja 1987 w wygranym 3-2 towarzyskim meczu z reprezentacją Finlandii. Ostatni raz w reprezentacji wystąpił 1 czerwca 1987 w wygranym 4-0 towarzyskim meczu z reprezentacją Izraela. W tym samym roku Régis brał udział w Copa América 1987, na którym Brazylia odpadła w fazie grupowej. Na turnieju był rezerwowym zawodnikiem i nie wystąpił w żadnym meczu.